# Laserverrunden
Das Fertigungsverfahren Laserverrunden dient dazu, scharfkantige Wellenabsätze, Werkzeug- und Blechkanten aus Metall abzurunden. Nach DIN 8580 ist das Fertigungsverfahren Laserverrunden der Hauptgruppe 1.1: Urformen aus flüssigem Zustand zuzuordnen.

## Verfahrensbeschreibung
Mit Hilfe von gebündelter Laserstrahlung im Puls- (pm) oder Dauerstrichbetrieb (cw) wird eine entsprechende Leistungsdichte auf der zu verrundenden Kante erzeugt, wodurch die scharfe Kante aufgeschmolzen und eine definierbare Menge Metallschmelze erzeugt wird. Die erzeugte Metallschmelze erstarrt wieder unter gleichmäßigem und konstantem Atmosphärendruck der Schutzgasatmosphäre, wodurch eine gleichmäßige Verrundung der Kante erzeugt wird. Die Oberflächengüte der Laserverrundung kann durch die verwendeten Schutzgase optimiert werden und entspricht einer aufwändig polierten Oberfläche. Durch die Bewegung des Laserstrahls entlang der zu verrundenden Kantenkontur unter Schutzgasatmosphäre wird die Kante durch den Laserstrahl aufgeschmolzen, die weiter Bewegung des Laserstrahls führt zur Erstarrung der angeschmolzenen Kante, unter Schutzgasatmosphäre zu einer verrundeten Kantenform.
Beim Laserverrunden wird eine scharfe bzw. gratige Kante aus Metall mittels Laserstrahlung, unter Schutzgasatmosphäre aufgeschmolzen und ebenfalls unter Schutzgasatmosphäre wieder erstarrt. Die, durch den Aufschmelzprozess entstandene Verrundung, kann auf alle Metall Werkstoffe angewendet werden. Durch die geringe Wärmeeinflusszone des Verfahrens Laserverrunden wird das umgebende Material nur wenig mit Wärme beaufschlagt, wodurch bei dünnen Blechen, eine Verformung des Bleches vermieden werden kann.
Mit Hilfe von Galvo-Scanner-Einheiten können beliebige 2D-Konturen mit Bearbeitungsgeschwindigkeiten von bis zu 1 m/s bearbeitet werden. Hierbei wird der Laserstrahl über mit Galvanometer-Motoren betriebene, drehbare Laserspiegel bewegt und über eine F-Theta-Linse (Planfeldlinse) in einem bestimmten Arbeitsbereich (abhängig von der gewählten F-Theta-Linse) fokussiert.
Für die Laserverrundung von 3D-Konturen kommen Robotertechnik bzw. 5-Achsen-CNC-Anlagen zum Einsatz.